# Svenska mästerskapen i jujutsu
Svenska mästerskapen i jujutsu anordnas årligen. Svenska ju-jutsufederationen arrangerar tävlingen i samarbete med utsedd förening som fungerar som värd för mästerskapet.
Svenska mästerskap i ju-jutsu har arrangerats sedan 1986 (kamp) och 1989 (duo).

## Historik
- Svenska mästerskapen i ju-jutsu 2008
- Svenska mästerskapen i jujutsu 2007
- Svenska mästerskapen i jujutsu 2006
- Svenska mästerskapen i jujutsu 2005
- Svenska mästerskapen i jujutsu 2004
- Svenska mästerskapen i jujutsu 2003
- Svenska mästerskapen i jujutsu 2002
- Svenska mästerskapen i jujutsu 2001
- Svenska mästerskapen i jujutsu 2000
- Svenska mästerskapen i jujutsu 1999
- Svenska mästerskapen i jujutsu 1998
- Svenska mästerskapen i jujutsu 1997
- Svenska mästerskapen i jujutsu 1996
- Svenska mästerskapen i jujutsu 1995
- Svenska mästerskapen i jujutsu 1994
- Svenska mästerskapen i jujutsu 1993
- Svenska mästerskapen i jujutsu 1992
- Svenska mästerskapen i jujutsu 1991
- Svenska mästerskapen i jujutsu 1990
- Svenska mästerskapen i jujutsu 1989
- Svenska mästerskapen i jujutsu 1988
- Svenska mästerskapen i jujutsu 1987
- Svenska mästerskapen i jujutsu 1986